# NGC 303
NGC 303 је спирална галаксија у сазвежђу Кит која се налази на NGC листи објеката дубоког неба.
Деклинација објекта је - 16° 39' 18" а ректасцензија 0h 54m 54,6s. Привидна величина (магнитуда) објекта NGC 303 износи 14,3 а фотографска магнитуда 15,2.